# André Dreyfus
André Dreyfus (Pelotas, 5 de julho de 1897 — São Paulo, 16 de fevereiro de 1952) foi um médico e biólogo brasileiro. Dreyfus é considerado um dos fundadores da genética no Brasil.

## Biografia
André Dreyfus nasceu em Pelotas, no Rio Grande do Sul, em 1897. Seus pais, franceses, viajaram para o Brasil fugindo da Guerra Franco-Prussiana, em 1870. 

### Vida acadêmica
Em 1922, André Dreyfus mudou-se com sua família para o Rio de Janeiro, onde começou seus estudos de medicina na Faculdade de Medicina. Transferiu-se para São Paulo em 1927, assumindo o cargo de assistente na Faculdade de Medicina.
Dreyfus foi um dos membros do grupo que criou a Universidade de São Paulo, tornando-se mais tarde diretor da Faculdade de Filosofia, Ciências e Letras (FFCL) de 1943 a 1947. Como diretor da FFCL conseguiu a contratação de professores estrangeiros e recursos para os departamentos da faculdade.
Recebeu na FFCL diversos cientistas do Brasil e do exterior, que contribuíram para o desenvolvimento de seu laboratório. Junto a Theodosius Dobzhansky e outros professores, como Krug e Harry M. Miller Jr., da Fundação Rockefeller, Dreyfus foi um dos primeiros responsáveis pelo desenvolvimento da genética moderna no Brasil.
Dias antes de sua morte proferiu um discurso que resume o seu espírito e suas contribuições para o desenvolvimento da ciência no Brasil:
| “ | A minha saúde está precária e sei que logo deverei morrer. Não produzi tantos trabalhos científicos como gostaria, mas morrerei tranqüilo porque sei que contribuí para a formação de muita gente, assim como para a criação das condições necessárias para as pesquisas científicas dos meus sucessores. | ” |

Atualmente, o edifício de Genética e Biologia Evolutiva da Universidade de São Paulo chama-se André Dreyfus, em sua homenagem.

## Morte
André morreu em 16 de fevereiro de 1952, aos 54 anos, na capital paulista, devido a complicações causadas por hipertensão arterial. Em 1949, uma hemorragia na retina prejudicou parte de sua visão. Seu corpo foi sepultado no Cemitério São João Batista, no Rio de Janeiro.